# Campeonato Europeo de Taekwondo de 1992
El IX Campeonato Europeo de Taekwondo se realizó en Valencia (España) entre el 18 y el 25 de mayo de 1992 bajo la organización de la Unión Europea de Taekwondo (ETU) y la Federación Española de Taekwondo.

## Medallistas

### Masculino
| Evento | Oro                            | Plata                          | Bronce                                                   |
| ------ | ------------------------------ | ------------------------------ | -------------------------------------------------------- |
| –50 kg | Gergely Salim Dinamarca        | Harun Ateş Turquía             | Javier Argudo · España · Vito Toraldo · Italia           |
| –54 kg | Gabriel Esparza Pérez · España | Abror Haider Dinamarca         | Sedat Bekdemir · Turquía · Marc Wennmann · Alemania      |
| –58 kg | Josef Salim Dinamarca          | Kadir Yağız Turquía            | Ángel Alonso Ríos · España · Leonard Glasnovic · Suecia  |
| –64 kg | Musa Çiçek · Alemania          | Ekrem Boyalı Turquía           | Spyros Badas · Grecia · Youssef Lharraki · Dinamarca     |
| –70 kg | José Santolaria · España       | Mustafa Elmalı Turquía         | John Kelly · Reino Unido · Ercan Özkuru · Alemania       |
| –76 kg | Marcello Pezzolla · Italia     | Antonio Pérez Acevedo · España | Eric Haeljcio Francia Sten Knuth Dinamarca               |
| –83 kg | Mikaël Meloul Francia          | Ivan Brljevic · Suecia         | Jos Bouwhuis · Países Bajos · Marcus Nitschke · Alemania |
| +83 kg | Oliver Schawe · Alemania       | José Luis Álvarez · España     | Cezmi Kizilay · Turquía · Ivan Radoš · Croacia           |

### Femenino
| Evento | Oro                       | Plata                              | Bronce                                                   |
| ------ | ------------------------- | ---------------------------------- | -------------------------------------------------------- |
| –43 kg | Gülnur Yerlisu Turquía    | Helle Panzieri Dinamarca           | Edurne Berrio · España · Jolanthe Broll · Alemania       |
| –47 kg | Elisabet Delgado · España | Arzu Tan Turquía                   | Christelle Hjamdu · Francia · Kristina Persson · Suecia  |
| –51 kg | Rosario Solís · España    | Döndü Şahin Turquía                | Trine Nielsen · Dinamarca · Cathrin Vetter · Alemania    |
| –55 kg | Nuray Deliktaş Turquía    | Josefina López · España            | Stéphanie Dhaeye · Francia · Marianna Engrich · Hungría  |
| –60 kg | Patricia Reynolds Francia | Minouchka Thielmann · Países Bajos | Judith Pirchmoser · Austria · Karin Schwartz · Dinamarca |
| –65 kg | Sonny Seidel · Alemania   | Morfu Drosidu · Grecia             | Brigitte Gefroy Francia Hellen Jakobsen Dinamarca        |
| –70 kg | Coral Bistuer · España    | Anke Girg · Alemania               | Ayda Kendi · Turquía · Theanó Ketesidu · Grecia          |
| +70 kg | Sandra Martín · España    | Abbe Kıvrık Turquía                | Guethimani Orfanidu · Grecia · Anna Widehov · Suecia     |

## Medallero
| Núm. | País         | Oro | Plata | Bronce | Total |
| ---- | ------------ | --- | ----- | ------ | ----- |
| 1    | España       | 6   | 3     | 3      | 12    |
| 2    | Alemania     | 3   | 1     | 5      | 9     |
| 3    | Turquía      | 2   | 7     | 3      | 13    |
| 4    | Dinamarca    | 2   | 2     | 5      | 9     |
| 5    | Francia      | 2   | 0     | 4      | 6     |
| 6    | Italia       | 1   | 0     | 1      | 2     |
| 7    | Grecia       | 0   | 1     | 3      | 4     |
| 7    | Suecia       | 0   | 1     | 3      | 4     |
| 9    | Países Bajos | 0   | 1     | 1      | 2     |
| 10   | Austria      | 0   | 0     | 1      | 1     |
| 10   | Croacia      | 0   | 0     | 1      | 1     |
| 10   | Hungría      | 0   | 0     | 1      | 1     |
| 10   | Reino Unido  | 0   | 0     | 1      | 1     |
|      | TOTAL        | 16  | 16    | 32     | 64    |